# 小郡町
小郡町（おごおりちょう）は、かつて山口県のほぼ中央に位置した町。吉敷郡に属した。

## 概要
古くからの山陽道の宿場町。現在の西日本旅客鉄道（JR西日本）宇部線・山口線の開通後は陰陽交通の鉄道結節点としての機能が高まり、三田尻駅（現：防府駅）から機関庫が移転し、鉄道と商工業の町として栄える。県央部唯一の新幹線駅でもある新山口駅（旧小郡駅）が置かれており、県央部の玄関口として周南市徳山地区と共に大手企業の出先は多い。新山口駅新幹線口の区域は開発により、田園が取り囲む中にビルが林立する光景になっている。
新山口駅は2003年10月1日にそれまでの小郡駅から改称したものであり、駅名改称を条件に新幹線「のぞみ」の一部が停車するようになった。
2005年10月1日に小郡町は山口市、吉敷郡秋穂町・阿知須町、佐波郡徳地町との新設合併により山口市の区域になり消滅した。

## 地理
山口県のほぼ中央、椹野川沿いに町域が広がっていた。合併直前は町域のほとんどを山口市に囲まれていた。

### 隣接していた自治体
- 山口市
- 宇部市
- 美祢郡：美東町

## 歴史
- 1889年（明治22年）4月1日 - 町村制の施行により、上郷村・下郷村の区域をもって小郡村が発足。
- 1901年（明治34年）8月1日 - 小郡村が町制施行して小郡町（第1次）となる。
- 1944年（昭和19年）4月1日 - 山口市・大歳村・平川村・秋穂二島村・名田島村・陶村・嘉川村・阿知須町・佐山村と合併し、改めて山口市が発足。同日小郡町廃止。
- 1947年（昭和22年）12月3日 - 昭和天皇の戦後巡幸。小郡駅にお召し列車が5分間停車し、駅前奉迎が行われた[1]。
- 1949年（昭和24年）11月1日 - 山口市の一部（小郡上郷・小郡下郷）が分立して小郡町（第2次）が発足。
- 1956年（昭和31年）4月8日 - 昭和天皇、香淳皇后が町内を行幸啓。黒岩農具製作所を視察[2]。
- 2005年（平成17年）10月1日 - 山口市・秋穂町・阿知須町・佐波郡徳地町と合併し、改めて山口市が発足。同日小郡町廃止。

## 地域

### 教育
- 小郡町立小郡小学校
- 小郡町立上郷小学校
- 小郡町立小郡南小学校
- 小郡町立小郡中学校
- 山口県鴻城高等学校
- 山口県立山口農業高等学校
- 山口芸術短期大学
- 片山学園小郡幼稚園

### 小字

#### 上郷地区
- 岩屋（いわや）
- 仁保津上（にほづかみ）
- 仁保津下（にほづしも）
- 仁保津東（にほづひがし）
- 白土（しらつち）
- 前畑（まえはた）
- 奥畑（おくはた）
- 平原（ひらばら）
- 宮ノ原（みやのはら）
- 宮ノ前（みやのまえ）
- 光が丘（ひかりがおか）
- 八方原（やかたばら）
- 新町東上（しんまちひがしかみ）
- 新町東下（しんまちひがししも）
- 新町西（しんまちにし）
- 円座東（えんざひがし）
- 円座西（えんざにし）
- 流通センター東（りゅうつうせんたーひがし）
- 流通センター西（りゅうつうせんたーにし）

#### 下郷地区
- 柳井田（やないだ）
- 蔵敷（くらしき）
- 新丁（しんちょう）
- 中央通（ちゅうおうどおり）
- 尾崎（おざき）
- 金堀（かなほり）
- 山手上（やまてかみ）
- 山手下（やまてしも）
- 矢足（やあし）
- 長谷（ながたに）
- 長谷西（ながたににし）
- 柏崎（かしわざき）
- 津市上（ついちかみ）
- 津市中（ついちなか）
- 津市下（ついちしも）
- 津市南（ついちみなみ）
- 東津上（ひがしづかみ）
- 東津中（ひがしづなか）
- 東津下（ひがしづしも）
- 明治北（めいじきた）
- 明治東（めいじひがし）
- 明治西（めいじにし）
- 大正上（たいしょうかみ）
- 大正中（たいしょうなか）
- 大正下（たいしょうしも）
- 元橋（もとばし）
- 三軒屋（さんげんや）
- 田町（たまち）
- 金池（かないけ）

## 交通

### 鉄道
- 西日本旅客鉄道（JR西日本）
  - 山陽新幹線：新山口駅
  - 山陽本線：新山口駅
  - 山口線：新山口駅 - 周防下郷駅 - 上郷駅 - 仁保津駅
  - 宇部線：新山口駅

### 道路
- 高速道路
  - 中国自動車道：小郡IC
- 一般国道
  - 国道2号小郡道路（山陽自動車道に並行）：小郡IC
  - 国道9号
- 主要地方道
  - 山口県道28号小郡三隅線
  - 山口県道61号山口小郡秋穂線

## 主要施設
- 小郡町文化資料館
- 其中庵（ごちゅうあん） - 俳人・種田山頭火が一時住んだ庵

## 出身・ゆかりのある人物

### 政治・経済
- 柳井政雄（部落解放運動家、実業家、小郡大正町の小郡商事代表者、政治家） - ファーストリテイリング代表取締役会長兼社長柳井正の伯父（父・等の兄）である[3]。
- 澤田正之（政治家） - 柳井政雄の息子[3]。元小郡町議会議員、元山口市議会議員。元山口市人権教育推進委員長。

### 芸能・文化
- 川野太郎（俳優）

## 物語の舞台
- 瞬きもせず：紡木たく

## その他
- 日本の音風景100選：山口線のSL
- 市外局番は,083(600 - 609,910 - 916,918,919,970 - 989) となっている。
  - 083(600 - 609,910 - 916,918,919,970 - 989) エリア
    - 山口市（南部地区）・秋穂町・小郡町